# Novohrodivka
Novohrodivka (ukrainska: Новогродівка uttal (fil); ryska:  Новогродовка, Novogrodovka) är en stad i Donetsk oblast i Ukraina. Staden hade 2001 17 473 invånare.